# Ô nhiễm tầm nhìn
Ô nhiễm thị giác là một vấn đề thẩm mỹ và đề cập đến các tác động của ô nhiễm làm giảm khả năng thưởng thức khung cảnh hoặc tầm nhìn của một người. Ô nhiễm thị giác làm xáo trộn khu vực thị giác của con người bằng cách tạo ra những thay đổi có hại trong môi trường tự nhiên. Biển quảng cáo , thùng rác, ăng-ten, dây điện, tòa nhà và ô tô thường bị coi là ô nhiễm tầm nhìn.
Lượng người quá đông gây ô nhiễm tầm nhìn. Ô nhiễm tầm nhìn được định nghĩa là toàn bộ các hình thành bất quy tắc, chủ yếu được tìm thấy trong tự nhiên .
Ảnh hưởng của việc tiếp xúc với ô nhiễm thị giác bao gồm: mất tập trung, mỏi mắt, mất mỹ quan và bản sắc . Nó cũng được chứng minh là làm tăng phản ứng căng thẳng sinh học và làm suy giảm sự cân bằng .